# Asplenium mosetenense
Asplenium mosetenense là một loài dương xỉ trong họ Aspleniaceae. Loài này được M. Kessler mô tả khoa học đầu tiên năm 2006.